# Uniforme de la selección de fútbol de El Salvador
El primer color tradicional del uniforme de El Salvador es azul con ribete blanco, siendo su segundo uniforme blanco con ribete azul. El uniforme actual para el hogar y el visitante presenta los colores tradicionales con la excepción de los adornos curvos audaces que se extienden desde el centro del cuello y se abren hacia los lados, formando dos paneles en el cofre que contienen el logotipo de Umbro y el emblema de la Federación Salvadoreña de Fútbol. En el centro del uniforme se muestra el emblema nacional salvadoreño, una vez más. La manga derecha muestra la bandera nacional.
El Salvador y Mitre anunciaron una nueva asociación en 2008 que los vio suministrar al equipo nacional de fútbol de Centroamérica con equipos locales y fuera de casa, entrenamiento y ropa de banco hasta agosto de 2010. Mitre y su socio panameño, The Harari Group, diseñaron el uniforme que El Salvador usado. El equipo mostró el equipo el 11 de febrero de 2009 cuando comenzaron su campaña de clasificación para la Copa Mundial de la FIFA contra Trinidad y Tobago en la Copa Hexagonal de CONCACAF (Unión Centroamericana de Fútbol). El 22 de octubre de 2010, la FESFUT extendió el contrato con Mitre por cuatro años. El primer uniforme para el hogar y el visitante fabricado por Mitre presenta una marca de agua del escudo nacional del país en el centro de la camisa y algunas rayas horizontales a lo largo del uniforme. El uniforme actual presentaba restos blancos a lo largo del cuello, en la parte inferior del uniforme y sobre los hombros. Cuando se presentó este uniforme en 2009, también introdujo un nuevo logotipo que reemplazó el logotipo típico de una "E" y una "S" rodeadas por un círculo. Umbro se ha convertido en el nuevo proveedor de uniformes del equipo nacional de fútbol de El Salvador. Reemplazando a Mitre, los primeros uniformes de fútbol de Umbro El Salvador se lanzaron el 15 de junio de 2017 y se estrenaron en la Copa de Oro 2017.

## Uniformes
El uniforme tradicional de El Salvador evoca a la bandera nacional, siempre ha sido todo de color azul desde su camiseta, pantaloneta, medias y con ribetes de diversos diseños en blanco, y azul o bien, una combinación del uniforme tradicional con el alternativo, como ocurrió en México 70 (camiseta blanca y pantaloneta azul). El primer uniforme oficial fue una camiseta con rayas delgadas blancas y negras, pantaloneta y medias de color blanco. El 24 de marzo de
1935 se utiliza por primera vez con un uniforme azul, con una línea blanca horizontal que les atravesaba el pecho. En 1982 se diseñó un uniforme oficial en azul y blanco el cual utilizaría en el mundial de España 1982. En la mayoría de las ocasiones, el uniforme alternativo fue de color blanco con ribetes en azul. Entre los uniformes alternativo, destaca el utilizado en las eliminatorias al Mundial de Estados Unidos 1994, de la marca estadounidense SCORE, que era blanco con líneas negras y figuras geométricas (triángulos, cuadros rectángulos) verticales y horizontales de colores azul, azul marino, celeste y blanco. 

### Auspiciantes oficiales
| \| Período \| Proveedor \| Imagen \| \| ------------- \| --------- \| ------ \| \| 1980 - 1982 \| Pony \| \| \| 1982 - 1987 \| Adidas \| \| \| 1988 - 1988 \| Pony \| \| \| 1989 - 1991 \| Mikasa \| \| \| 1991 - 1992 \| Pony \| \| \| 1992 - 1992 \| Galaxia \| \| \| 1992 - 1995 \| Score \| \| \| 1996 \| Reebok \| \| \| 1996 - 1998 \| Lanzera \| \| \| 1999 - 2000 \| Kappa \| \| \| 2001 - 2002 \| Joma \| \| \| 2003 \| Galaxia \| \| \| 2004 - 2007 \| Atletica \| \| \| 2007 - 2007 \| Milán \| \| \| 2007 - 2009 \| Atletica \| \| \| 2009-2017 \| Mitre \| \| \| 2017-presente \| Umbro \| \| |           |        |
| Período | Proveedor | Imagen |
| 1980 - 1982 | Pony      |        |
| 1982 - 1987 | Adidas    |        |
| 1988 - 1988 | Pony      |        |
| 1989 - 1991 | Mikasa    |        |
| 1991 - 1992 | Pony      |        |
| 1992 - 1992 | Galaxia   |        |
| 1992 - 1995 | Score     |        |
| 1996 | Reebok    |        |
| 1996 - 1998 | Lanzera   |        |
| 1999 - 2000 | Kappa     |        |
| 2001 - 2002 | Joma      |        |
| 2003 | Galaxia   |        |
| 2004 - 2007 | Atletica  |        |
| 2007 - 2007 | Milán     |        |
| 2007 - 2009 | Atletica  |        |
| 2009-2017 | Mitre     |        |
| 2017-presente | Umbro     |        |

### Uniformes actuales
El Salvador y Umbro anunciaron un convenio en febrero de 2017 que les proporcionaría al equipo nacional de fútbol uniformes deportivos para local y alternativo, entrenamiento y ropa de entrenamiento hasta 2022. En junio, Umbro, y su socio panameño, Fexpro Incorporated, presentaron el uniforme que El Salvador usaría en la Copa Oro 2017. El uniforme oficial diseñado por Umbro es camiseta, pantaloneta, medias de color azul, con un cuello redondo incluye restos blancos a lo largo del cuello,y sobre los hombros. Se introdujo un nuevo logo que reemplazó el logotipo de la federación por el tradicional "ES".

### Uniforme anteriores
| 1921 - 1935 | 1935 - 1963 | 1963-1964 | 1965-1970 | 1976-1977 | 1980-1982 | 1994 | 1996 | 1997 |  | 2005 |  | 2006-2007 |

| 2007-2009 | 2009-2011 | 2011-2015 | 2015-2017 | 2017-2019 | 2019-2021 | 2021-2022 | 2023-2024 |

### Uniformes Alternativos
| 1921 - 1935 | 1935 - 1963 | 1963-1964 |  | 1968-1970 | Mundial 1982 | Mundial 1982 (vs Hungría) | 1994 | 1997 |  | 2002-2005 |  | 2006-2007 |

| 2007-2009 | 2009-2011 | 2012-2017 | 2017-2019 | 2019-2021 | 2021-2022 | 2023-2024 |